# تلف الدماغ في نصف الكرة المخية الأيمن

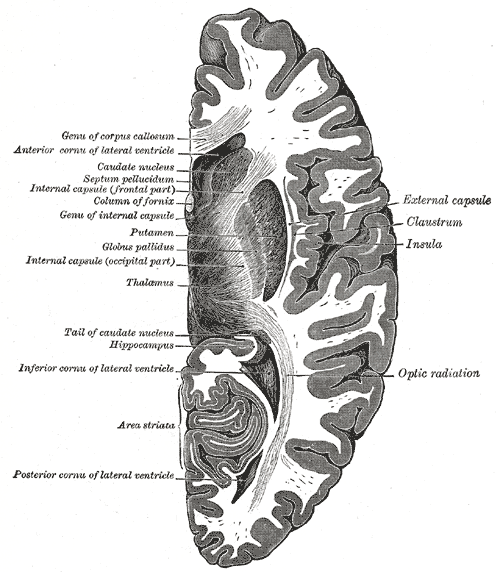
مقطع أفقي من نصف الكرة المخية الأيمن.

ينتج تلف الدماغ في نصف الكرة المخية الأيمن عن تعرض نصف الكرة المخية الأيمن لإصابة ما. يتولى نصف الكرة المخية الأيمن للدماغ مهمة تنسيق المهام من أجل التواصل الوظيفي، بما في ذلك حل المشكلات، والذاكرة والتفكير المنطقي. تتنوع أشكال العجز الناتجة عن تلف الدماغ في نصف الكرة المخية الأيمن حسب موقع التلف.

## السبب
تمثل السكتة الدماغية أكثر مسببات التلف شيوعًا بالنسبة لتلف نصف الكرة المخية الأيمن. تحدث السكتة الدماغية لهذا الاضطراب في نصف الكرة المخية الأيمن للدماغ. تشمل المسببات الأخرى لتلف نصف الكرة المخية الأيمن كلًا من: الرض (الإصابة الدماغية الرضية)، والمرض، واضطرابات النوبات والعدوى. تختلف حالات العجز المتطورة وفقًا لمسببات التلف في نصف الكرة المخية الأيمن. «يعتمد مستوى العجز أو الاضطراب المتطور لدى فرد مصاب بتلف نصف الكرة المخية الأيمن على موقع هذا التلف وامتداده. قد تسبب السكتة الدماغية البؤرية الصغيرة في نصف الكرة المخية الأيمن عجزًا محددًا بدقة مع بقاء جميع العمليات الإدراكية والمعرفية الأخرى سليمة، بينما تؤدي السكتة الدماغية الكبيرة للغاية في نصف الكرة المخية الأيمن إلى حدوث عجز عميق متعدد». قد يظهر البالغون المصابون بتلف نصف الكرة المخية الأيمن سلوكيات من الممكن وصفها بعدم الحساسية تجاه الآخرين والانهماك بالذات؛ عدم الوعي بالسياق الاجتماعي للمحادثات؛ والكلام الاستطرادي المسهب غير المترابط.

## الإنذار

### فروق الجنس
أشارت البحوث إلى أرجحية هيمنة نصف الكرة المخية الأيسر لدى النساء، بينما يميل الرجال إلى هيمنة نصف الكرة المخية الأيمن. نتيجة ما سبق، تتعافى النساء من تلف الكرة المخية الأيسر بشكل أسرع، بينما يميل الرجال إلى التعافي من تلف الكرة المخية الأيمن بشكل أسرع. بالإضافة إلى ذلك، أظهر الرجال المصابون بسكتة دماغية في نصف الكرة المخية الأيمن نتائج إعادة تأهيل أفضل بشكل ملحوظ بالمقارنة مع أولئك المصابين بسكتة دماغية في نصف الكرة المخية الأيسر. غالبًا ما يكون التعافي واسترجاع القدرات الوظيفية أكبر لدى الذكور الناجين من السكتة الدماغية مقارنة بالإناث، خاصة من ناحية نشاطات الحياة اليومية.

### الإهمال
يُعتبر الإهمال الأيسر شائعًا لدى المرضى المتعافين من تلف نصف الكرة المخية الأيمن، المسؤول عن التحكم في نصف الجسم الأيسر. ثبت أن كلًا من وجود الإهمال وشدته قادران على التأثير في النتائج الوظيفية إلى جانب طول مدة إعادة التأهيل بعد السكتة الدماغية.
يميل المرضى، ممن يعانون من إهمال المساحة المحيطية (المساحة التي يمكن الوصول إليها)، إلى التعافي بشكل أكبر خلال أول 10 أيام بعد السكتة، لكن من غير المرجح حدوث أي تحسن بعد 6 أشهر إلى سنة واحدة من ظهور الإهمال. مع ذلك، يُعد إنذار المرضى المصابين بإهمال مساحة الجسم الشخصية أو إهمال المساحة البعيدة أفضل للغاية. يميل نوعا الإهمال هذان إلى التعافي التام أو شبه التام بعد 6 أشهر من ظهور الإهمال. على الرغم من احتمالية حدوث بعض الآثار الدائمة للإهمال بدرجة متفاوتة حسب نوعه، إلا أنه من المرجح اختبار المرضى المصابين بالإهمال تحسنًا مع مرور الوقت (أبيلروس وآخرون، 2004).

### النتائج الوظيفية
يُستخدم مقياس الاستقلال الوظيفي (إف آي إم) في أغلب الحالات بهدف تحديد المهارات الوظيفية الخاصة بالمريض في أوقات مختلفة بعد إصابته الدماغية. أشارت البحوث إلى انخفاض احتمال التحسن الوظيفي لدى المرضى المصابين بحالة شديدة من الإهمال مقارنة بالمرضى ذوي الإهمال الأقل شدة، بناءً على نتائج «إف آي إم». بالإضافة إلى ذلك، يميل المرضة المصابون بالإهمال في مختلف درجاته إلى إظهار مهارات تواصل ومهارات معرفية وظيفية منخفضة مقارنة بالمرضى السليمين من الإهمال (شيرني وآخرون، 2001).

### إعادة التأهيل
ثبت أن المرضى المصابين بالإهمال بحاجة لفترات أطول من إعادة التأهيل بالمقارنة مع المرضى الذين عانوا من تلف نصف الكرة المخية الأيمن دون تطوير إهمال. في المتوسط، ازدادت مدة إقامة المرضى المصابين بالإهمال في مؤسسات إعادة التأهيل الداخلية لأسبوع واحد، ولم تختلف هذه المدة بين المرضى المصابين بالإهمال على اختلاف شدته (شيرني وآخرون، 2001).

### عمه العاهة
عمه العاهة هو نقص الفهم أو الوعي بوجود فقد وظيفي ناتج عن إصابة الدماغ، إذ يُعد شائعًا بين الأفراد المصابين بسكتة دماغية في نصف الكرة الأيمن. نظرًا إلى عدم وعي مرضى عمه العاهة بعجزهم، تقل احتمالية طلبهم العلاج بمجرد تخريجهم من المستشفى. يؤدي نقص العلاج المناسب بدوره إلى ارتفاع مستويات الاعتماد على الغير في وقت لاحق. يجب خضوع الناجين من السكتة الدماغية في نصف الكرة الأيمن لخدمات إعادة التأهيل من أجل تحقيق التعافي الوظيفي، لذا يجب تشجيع مرضى عمه العاهة للبحث عن علاج إضافي. مع ذلك، غالبًا ما يبلغ هؤلاء المرضى نتيجة عمه العاهة عن درجات أعلى من جودة الحياة المدركة مقارنة بغيرهم من المرضى الناجين من السكتة الدماغية في نصف الكرة الأيمن، إذ يعود هذا إلى عدم وعيهم بحالات العجز الناتجة (دايا وآخرون، 2014). قد يعاني المصابون بتلف نصف الكرة المخية الأيمن من التخريف، أو قد يختلقون قصصًا من شأنها مساعدتهم على تفسير ما يجول في ذهنهم مقارنة بما يحدث بالفعل في العالم الخارجي. على سبيل المثال، استمر مريض مصاب بتلف نصف الكرة المخية الأيمن، وجالس على كرسي متحرك، في وضع يده على العجلة. عند طلب الممرضة منه التوقف، نظر إلى الأسفل قائلًا، «هذه ليست يدي». نظرًا إلى تحكم نصف الكرة المخية الأيمن في الوظيفة الحركية الخاصة بالجانب الأيسر من الجسم، لم يستطع المريض التعرف على حركة يده واختلق قصة لتفسير ما حدث. تختبر عقول هؤلاء المرضى ارتباكًا عميقًا نتيجة ما يحدث لهم بالفعل، إذ غالبًا ما تختلق عقولهم هذه القصص كوسيلة للتعامل مع ذلك. يتعافى المرضى المصابين بآفات صغيرة بشكل أسرع من عمه العاهة مقارنة بالمرضى ذوي الآفات الأكبر المسببة لعمه العاهة (هيير وآخرون، 1983).

### مؤثرات أخرى
العمر: يتعافى المرضى اليافعون عادة بشكل أسرع مقارنة بالمرضى الأكبر، وخاصة فيما يتعلق بعمى تعرف الوجوه (صعوبة التعرف على الوجوه).
حجم الآفة: يتعافى المرضى المصابون بآفات صغيرة من الإهمال والخزل الشقي (ضعف الجسم أحادي الجانب) بشكل أسرع من المرضى المصابين بآفات أكبر (هيير وآخرون، 1983).

## لمحة تاريخية
بالنسبة لمعظم القرن التاسع عشر، انصب التركيز الرئيسي على نصف الكرة المخية الأيمن في الدراسات السريرية حول اضطرابات اللغة (بروكشاير، 2007). في القرن العشرين، تحول التركيز تدريجًا ليشمل تلف نصف الكرة المخية الأيمن (بروكشاير، 2007). في وقتنا الحالي، يُعد الضرر الشديد اللاحق باللغة والمعرفة نتيجة تلف الدماغ في نصف الكرة المخية الأيمن أمرًا مثبتًا. يستطيع عدد من الاختبارات المعرفية المحددة المساعدة في تشخيص وجود تلف دماغي في نصف الكرة المخية الأيمن إلى جانب تمييز أعراضه عن تلك المتطورة بسبب تلف نصف الكرة المخية الأيسر. بعكس الحبسة، الناجمة عن تلف نصف الكرة المخية الأيسر والمؤدية عمومًا إلى عجز لغوي مركز، قد يسبب تلف نصف الكرة المخية الأيمن إلى عدد من حالات العجز المتنوعة ما من شأنه تعقيد الاختبار الرسمي لهذا الاضطراب (بروكشاير، 2007). تعمل الاختبارات الرسمية على تقييم عدد من النواحي، مثل فهم الدعابات، والاستعارات، والسخرية، والتعابير الوجهية واللحن. مع ذلك، لا يعاني جميع الأفراد المصابين بتلف الدماغ في نصف الكرة المخية الأيمن من مشاكل اللغة والتواصل، وقد لا تظهر أي أعراض واضحة على بعضهم. في الحقيقة، يمتلك ما يقارب نصف المرضى المصابين بتلف نصف الكرة المخية الأيمن قدرات تواصل سليمة (بروكشاير، 2007).